# Teucholabis (Teucholabis) lethe
Teucholabis (Teucholabis) lethe is een tweevleugelige uit de familie steltmuggen (Limoniidae). De soort komt voor in het Neotropisch gebied.